# 圣弗雷扎尔-德旺塔隆
圣弗雷扎尔-德旺塔隆（法語：Saint-Frézal-de-Ventalon）是法国洛泽尔省的一个市镇，属于弗洛拉克区。该市镇总面积16.89平方公里，2009年时的人口为162人。

## 人口
圣弗雷扎尔-德旺塔隆人口变化图示